# Турецкий, Михаил Борисович
Михаи́л Бори́сович Туре́цкий (род. 12 апреля 1962, Москва, РСФСР, СССР) — российский певец, музыкальный продюсер, хормейстер и шоумен. Основатель и продюсер арт-группы «Хор Турецкого» и женского музыкального коллектива Soprano. Народный артист Российской Федерации (2010). Лауреат Премии Правительства Российской Федерации (2017).

## Биография
Родился 12 апреля 1962 в Москве в еврейской семье выходцев из Могилёвской губернии Российской Империи (ныне Республика Беларусь). Музыкальные способности проявились в раннем детстве. Михаил поступил в музыкальную школу, где освоил флейту-пикколо, параллельно посещал капеллу для мальчиков. В возрасте 11 лет был принят в Хоровое училище имени А. В. Свешникова.
В 1980 году поступил на дирижёрско-хоровой факультет Государственного музыкально-педагогического института имени Гнесиных, который окончил в 1985 году, получив диплом с отличием. После окончания института продолжил обучение в аспирантуре, занимался симфоническим дирижированием. После аспирантуры стал хормейстером и актёром Театра музыкального искусства под управлением Юрия Шерлинга, где изучал историю синтетического искусства.
В 1989 году начал набор солистов в мужской хор при Московской хоральной синагоге. Хор занялся возрождением иудейской духовной музыки, репертуар коллектива составила еврейская литургическая музыка, которая много лет не исполнялась в СССР. По традиции все произведения музыканты пели a cappella, что требовало высокой профессиональной подготовки.
Коллектив достаточно быстро стал востребован за рубежом, артисты выступали в Израиле, Германии, Франции, Великобритании, Испании, Канаде, США. В 1995—1996 годах хор был разделён на две части: одна осталась в Москве, вторая отправилась на работу по контракту в США. Опыт, который получили артисты за время работы в Америке, серьёзно повлиял на репертуар, впервые начало формироваться эстрадное направление коллектива.
В 1997 году хор гастролировал вместе с Иосифом Кобзоном по России, в рамках турне артисты дали более 100 концертов. В 1998 году хор получил статус городского муниципального коллектива. В период с 1998 по 2003 год коллектив выступал в городах СНГ, Голландии, Германии, Бельгии, Швейцарии, Испании, Израиля, Австралии и США, где 6 февраля объявили «Днём Московского Еврейского Хора».
К 2003 году коллектив значительно расширил репертуар и получил название арт-группа «Хор Турецкого».
В 2005 году, к 15-летию хора, Турецкий выпустил автобиографическую книгу «Хормейстер».
В 2005—2006 годах прошёл юбилейный тур арт-группы «Хор Турецкого» с программой «Рождённые петь», охвативший более 100 городов России и стран СНГ.
В 2008 году арт-группа «Хор Турецкого» дала четыре аншлаговых концерта в Государственном Кремлёвском дворце, и по просьбам зрителей дополнительный аншлаговый пятый концерт во Дворце спорта «Лужники».
В 2009 году Турецкий создал женский вокальный коллектив — арт-группу Soprano Турецкого.
В 2010—2011 двадцатилетие творческой деятельности хор отпраздновал юбилейным туром «20 лет: 10 голосов». В 2015—2016 годах состоялся юбилейный тур «25 лет. Лучшее».
В мае 2012 года, к 50-летию Турецкого, вышла книга музыкального журналиста и писателя Михаила Марголиса «Крепкий Турок. Цена успеха Хора Турецкого». Книга — биография Михаила Турецкого, рассказывающая о его творческом пути.
В настоящее время коллектив активно гастролирует по всему миру, представляя новые программы и реализуя проекты, имеющие международное, культурно-просветительское значение.
В 2018 году Турецкий был доверенным лицом кандидата в мэры Москвы Сергея Собянина. В 2024 году являлся доверенным лицом кандидата в президенты России Владимира Путина.

### Проект «Праздник Песни»

Михаил Турецкий на концерте «Праздник Песни» ко Дню ВМФ в Санкт-Петербурге, 2017 год.

В 2014 году состоялась творческая встреча Михаила Турецкого с президентом России Владимиром Путиным, в ходе которой зародилась идея проекта «Праздник Песни». Президент поддержал инициативу М. Турецкого о проведении таких выступлений во всех регионах России.
Проект реализуется силами коллективов «Хор Турецкого» и Soprano Турецкого, ежегодно его география расширяется. С 2015 по 2019 год артисты посетили с «Праздником Песни» более 40 городов России и 15 городов Казахстана, общее количество гостей мероприятий составило около 5 миллионов человек. «Праздник Песни» называют народным караоке № 1 в стране, на концертах вместе с артистами поют зрители.
Во время одного из выступлений, которое состоялось в 2015 году в Ростове-на-Дону, был установлен рекорд. Тогда любимые песни нескольких поколений вместе с «Хором Турецкого» на Театральной площади города исполняли около 106 тысяч человек.
В 2017 году Михаил Турецкий получил премию Правительства России в области культуры за проект «Праздник песни — народное караоке № 1 в стране. Поёт вся страна!».

### Исторический марафон «Песни Победы»
«Песни Победы» — исторический марафон Михаила Турецкого, реализуемый творческими коллективами «Хор Турецкого» и Soprano Турецкого. Основу репертуара составляют композиции военных лет, патриотичные песни. Цель проекта: сохранение исторической памяти о событиях Второй мировой войны через музыку. Первое выступление состоялось в Москве в 2015 году, оно было приурочено к 70-летию Победы в Великой Отечественной войне. Концерт на Поклонной горе собрал рекордные 150 тыс. зрителей.
В 2017 году «Песни Победы» впервые прозвучали за рубежом, на площади Жандарменмаркт в Берлине. Онлайн-трансляция концерта набрала свыше 8 миллионов просмотров. В 2018 году «Песни Победы» превратились в настоящий марафон, охватив восемь стран. Выступления прошли на центральных площадях России, Беларуси, Франции, Словении, Австрии, Германии, Израиля и США.
В 2019 году география проекта расширилась, концерты прошли в 12 странах: России, Италии, Франции, США, Канаде, Польше, Венгрии, Чехии, Австрии, Германии, Китае, Беларуси.
Акция проходит ежегодно, при поддержке Правительства Москвы, Министерства иностранных дел и Министерства культуры РФ.

## Семья и интересы
С супругой Лианой Михаил познакомился в 2001 году в ходе гастролей по США. Четыре дочери: Наталья (родилась в 1984 году), Сарина (1996), Эммануэль (2005) и Беата (2009).
Сторонник активного отдыха. С детства увлекается горными лыжами. По собственному признанию, артист регулярно делает утреннюю зарядку, несколько раз в неделю выделяет время на занятия в тренажёрном зале или йогу.
Двоюродный дядя — чемпион СССР по самбо Илья Лазаревич Ципурский.

## Санкции
В 2022 году поддержал нападение России на Украину и принял участие в провоенных митингах и других мероприятиях в поддержку российского вторжения. После вторжения был внесён ФБК в список коррупционеров и разжигателей войны с предложением введения против него международных санкций.
7 января 2023 года внесён в санкционный список Украины лиц «которые публично призывают к агрессивной войне, оправдывают и признают законной вооруженную агрессию РФ против Украины, временную оккупацию территории Украины». Предполагается блокировка активов на территории страны, приостановка выполнения экономических и финансовых обязательств, прекращение культурных обменов и сотрудничества, лишение украинских госнаград.

## Награды и звания
- 1993 — Орден «Золотая корона канторов мира» от Американской музыкальной ассоциации[29].
- 2002 — Заслуженный артист Российской Федерации (27 ноября 2002) — за заслуги в области искусства[30].
- 2004 — Национальная премия «Человек года» в номинации «Культурное событие года».
- 2010 — Народный артист Российской Федерации (16 июля 2010) — за большие заслуги в области искусства[31].
- 2011 — Народный артист Республики Северная Осетия — Алания.
- 2011 — Заслуженный артист Республики Ингушетия.
- 2012 — Орден Почёта (16 марта 2012) — за большой вклад в развитие отечественного музыкального искусства и многолетнюю творческую деятельность[32].
- 2012 — Народный артист Республики Ингушетия (17 июня 2012) — за выдающиеся заслуги в области музыкального искусства и в связи с празднованием 20-летия со Дня образования Республики Ингушетия[33].
- 2015 — Заслуженный артист Республики Адыгея (13 ноября 2015) — за вклад в развитие искусства Республики Адыгея.
- 2015 — Заслуженный артист Карачаево-Черкесской Республики (19 ноября 2015) — за многолетнюю творческую деятельность, заслуги в области культуры и высокое исполнительское мастерство[34]
- 2016 — Fashion-продюсер по версии Fashion TV (2016)[35].
- 2017 — Премия Правительства Российской Федерации 2016 года в области культуры (7 февраля 2017) — за патриотический проект «Праздник Песни — Народное караоке № 1 в стране. Поёт вся страна!»[36][37].
- 2017 — Орден Дружбы (10 апреля 2017) — за заслуги в развитии отечественной культуры и многолетнюю плодотворную деятельность[38][39].
- 2017 — Знак отличия «За безупречную службу Москве» XXV лет[40].
- 2018 — Почётная грамота Президента Российской Федерации — за активное участие в общественно-политической жизни российского общества[41].
- 2024 — Орден «За заслуги в культуре и искусстве» (2 мая 2024) — за большой вклад в развитие отечественной культуры и искусства, многолетнюю плодотворную деятельность[42].